# Луцил (консул 265 г.)
Егнаций Луцил (на латински: Egnatius Lucillus; * ок. 230; † ок. 265) е политик и сенатор на Римската империя през 3 век.
Произлиза от фамилията Егнации. Син е на Егнаций Луцилиан, легат на Британия (238 – 244) по времето на император Гордиан III.
През 265 г. Луцил е консул заедно с Лициний Валериан, брата на император Галиен.